# Novembre 1963

## Évènements
- 1er novembre, Viêt Nam : Ngô Đình Diệm est renversé par un complot militaire sans que les Américains interviennent.

- 2 novembre : le président déchu du Viêt Nam Ngô Đình Diệm et son frère Ngo Dinh Nhu sont assassinés.

- 3 novembre (Formule 1) : Grand Prix automobile du Mexique.

- 8 novembre : Georges Papandréou dirige un gouvernement de l’Union du centre en Grèce (fin en 1965). Il entend abolir les mesures autoritaires et démocratiser le système politique. Il entre en conflit avec le roi Constantin II de Grèce.

- 14 novembre : une éruption volcanique sous-marine survient dans l'Atlantique, au sud-ouest de l'Islande, provoquant la naissance de l'île de Surtsey.

- 15 novembre : Park Chung-Hee, élu de justesse en octobre, est investi président en Corée du Sud. Il met en place d’importantes réformes économiques, en particulier le premier plan quinquennal qui marque le début du décollage économique du pays.

- 18 novembre : le parti Baath est à nouveau éliminé du pouvoir en Irak et repasse dans la clandestinité. Le nouvel homme fort, Abdel Salam Aref, gouverne jusqu’à sa mort en avril 1966 et mène une politique favorable au nassérisme.

- 20 novembre : le Cambodge renonce à l'aide américaine et réaffirme sa neutralité.
- 21 novembre : élections législatives japonaises.
- 22 novembre :
  - Assassinat de John F. Kennedy, trente-cinquième président des États-Unis.
  - Début de la présidence démocrate de Lyndon Baines Johnson (fin en 1969). Il poursuit la même politique.
  - Mort des écrivains Aldous Huxley et C. S. Lewis.
  - Sortie du second album des Beatles intitulé With the Beatles en 33 tours.

- 23 novembre : diffusion du premier épisode de la série anglaise Doctor Who, An Unearthly Child. Cette série est encore actuellement diffusée.

- 30 novembre[1], Guatemala : création des FAR (Fuerza armadas rebeldes) dirigées par Jorge Soto.

## Naissances
- 2 novembre :
  - Borut Pahor, homme d'État slovène.
  - Danielle Moreau, journaliste, chroniqueuse et réalisatrice française de radio et de télévision.
- 4 novembre : Nicolas Canteloup, humoriste, imitateur français.
- 5 novembre :
  - Jean-Pierre Papin, footballeur
  - Tatum O'Neal, actrice américaine.
  - Yaïr Lapid, homme politique, journaliste, acteur et romancier israélien, premier ministre d'israël du 1er juillet au 29 décembre 2022.
- 7 novembre : 
  - Franck Dubosc, humoriste français.
  - Sergueï Kozlov, homme politique ukrainien.
- 8 novembre : Russell Malone, guitariste américain († 23 août 2024).
- 13 novembre : Olivier Leborgne prélat catholique français
- 14 novembre : Stéphane Bern, journaliste, français
- 16 novembre : 
  - Antoine Kombouaré, joueur puis entraîneur de football, français
  - René Steinke, acteur allemand
- 21 novembre : 
  - René Bosise, homme politique de la République démocratique du Congo.
  - Nicollette Sheridan, actrice anglaise (série : Desperate Housewives)
- 22 novembre : Nova Iriansyah, homme politique indonésien
- 25 novembre : Holly Cole, chanteuse de jazz canadienne
- 25 novembre : Sorin Cerin, philosophe, poète, logicien et essayiste roumain
- 28 novembre : Thierry Paulin, tueur en série français († 16 avril 1989).
- 30 novembre : David Yates, réalisateur anglais

## Décès
- 9 novembre : Ba U, homme d'État birman (° 1887)
- 22 novembre :
  - John F. Kennedy, (assassiné), président des États-Unis (° 29 mai 1917).
  - J. D. Tippit, officier de police de Dallas, (° 18 septembre 1924) mort en service lors de l'Assassinat de John F. Kennedy.
  - Aldous Huxley, écrivain britannique (° 26 juillet 1894).
  - C. S. Lewis, écrivain irlandais (° 29 novembre 1898).
- 24 novembre : Lee Harvey Oswald, (° 1939), assassin présumé de John F. Kennedy.